# Вій
Вій, Шолудивий Буняк — персонаж української демонології, що володіє довгими й густими віями (повіками), через які нічого не бачить. Коли нечиста сила піднімає вії, його погляд вбивчий і руйнівний. Популяризований Миколою Гоголем у однойменній повісті. До цього писемних згадок про таку істоту не існувало, вважається що Гоголь зібрав цей образ із декількох фольклорних персонажів.

## Образ Вія
У Вія довгі важкі вії чи повіки, які він не може сам підняти, тому зазвичай сліпий. Коли його слуги з нечистої сили піднімають їх вилами чи гаками, Вій вбиває того, на кого погляне, його погляд може зруйнувати хату. В етнографії висловлюється припущення про те, що саме з цим образом пов'язані повір'я «про недобрі очі та зурочення, згідно з якими від злого погляду все гине чи псується».
Вій має паралелі з іншими фольклорними й міфічними персонажами: святим Кас'яном, «шолудивим Бунякою», Солодовієм Буніо. Всіх їх об'єднує спільна риса — довжелезні вії, брови чи повіки, та вбивчий, руйнівний погляд. Також в народних переказах Західної України ці риси приписувались Юді після того, як він зрадив Христа. На Поліссі в подобі страшної жінки з довгими віями уявлялася Смерть.
|                                                | Вій — естъ колоссальное созданіе простонароднаго воображенія. Такимъ именемъ называется у Малороссіянъ началъникъ Гномовъ, у котораго вѣки на глазахъ идутъ до самой земли. |
| — Микола Гоголь. «Миргородъ. Повѣсти, 1835 р.» | |

Миколою Гоголем Вія було популяризовано через однойменну повість, де він постає як приземкуватий, клишоногий дід із довжелезними повіками, тіло якого залізне. Вій присипаний землею, важко ступає, постійно спотикаючись, його оточує різноманітна нечиста сила.

## Трактування образу
Вієві, як і різній іншій нечистій силі, приписувалася сліпота, що вказує на його стосунок до потойбічного (загробного) світу. Також можливо, що Вій це дух вітру, — з ним пов'язували смерчі та вихори. Згідно з окремими етнодослідженнями, прообразом Вія був половецький хан Боняк, «шолудивий Буняк», який 1096 року здійснив напад на Київ.
Разом з тим існує думка, що Вія як окремого персонажа не існувало до Гоголя. Український філолог Володимир Звиняцьковський припускає, що образ Вія справді не запозичений Гоголем як народний міф, а є плодом його власної словотворчості, заснованої на знанні етимології слова «війє» — ярмо, яке не можна з себе зняти.
Російська лінгвістка Олена Левкієвська доводила в 1998 році, що письменник вигадав Вія, видавши його за персонажа народних вірувань, при цьому змішавши різні народні мотиви. На це вказує зокрема надмір ознак, типових для істот іншого світу, та згадка серед слуг Вія гномів (які є персонажами західноєвропейської мітології). Слуги Вія більше нагадують алегоричних демонів з картин Босха, ніж персонажів народної демонології. Також у Гоголя не погляд Вія вбиває головного персонажа Хому, а Хома сам гине від власного страху.

## Вій у мистецтві
- «Вій» (1835) — повість Миколи Гоголя.
- «Вій» (1897) — опера Олександра Горілого.
- «Вій» (1899) — симфонічна поема для оркестру Бориса Яновського.
- «Вій» (1909) — німий короткометражний фільм.
- «Вій» (1912?) — музика до вистави. Композитор Михайло Коссак.
- «Вій» (1916) — німий фільм.
- «Вій» (1967) — художній фільм.
- «Вій» (1980) — опера-балет Віталія Губаренка[10].
- «Вій» (1996) — короткометражний анімаційний фільм. Композитор Володимир Шаповаленко.
- «Вій» (2000) — сюїта для двох фортепіано Ірини Алексійчук[11].
- «Вій» (2009) — містерія-буф № 2 для симфонічного оркестру Сергія Ярунського[12].
- «Вій» (2014) — художній фільм.
- «Вій» (2019) — балет Олександра Родіна.